# VOICE 〜WORKS BEST〜
『VOICE 〜WORKS BEST〜』（ボイス ワークス・ベスト）は、土岐麻子のベスト・アルバム。2009年8月26日発売。発売元はrhythm zone。

## 概要
土岐麻子がゲスト参加した曲やコンピレーション・アルバム参加曲、CMソング（CMサイズ）などを収録している。
Interlude（曲間）に、架空のラジオ番組にゲスト出演した土岐麻子が、バカリズムに不本意な言い方で名前を紹介されて困惑するというコントが挿入されている。そのコント内では「土岐」の正しい言い方は「簿記」や「土器」と同じアクセント位置であるとしている。

## 収録曲
1. Flamingo
新曲（作詞：土岐麻子、作曲・編曲：川口大輔）
2. Interlude 1 / バカリズム×土岐麻子
3. 中塚武「Your Voice (sings with 土岐麻子)」
初出：『GIRLS & BOYS』（2006年10月25日）
4. Mansfield 「Motor city popp」
初出：『Mansfield Popp』（2002年4月27日）
5. Interlude 2 / バカリズム×土岐麻子
6. The Goonies 'R' Good Enough
初出：V.A.『We Love Cyndi -Tribute to Cyndi Lauper-』（2008年7月23日）
電子音（ファミコン版『グーニーズ』のBGM風）を交えたアレンジになっている。
7. KHANO from GO-GO KING RECORDERS & 土岐麻子「Always There」
初出：V.A.『1976-2006〜BEAMS 30th ANNIVERSARY〜』（2006年10月20日）
8. You are my sunshine
キリンビール「やわらか」CMソング
9. How Beautiful
ユニクロ「メリノウール」CMソング
10. Jingle
11. Photograph (Fotografia)
初出：V.A.『ジョビニアーナ～愛と微笑みと花』（2007年3月21日）
12. TAKU & GORO「THE WAY YOU LOOK TONIGHT」
初出：『Radio Indigo』（2008年11月19日）
13. Interlude 3 / バカリズム×土岐麻子
14. キャベツUFO
初出：V.A.『家族時間〜NHKみんなのうたカバー集〜』（2008年12月10日）
15. toe + 土岐麻子 「8.6」
初出：V.A.『HUSKING BEE』（2007年10月10日）
16. ノーナ・リーヴス「イージーラヴ」
初出：『SWEET REACTION』（2003年7月23日）
17. くるり「さよならリグレット」
初出：『さよならリグレット』（2008年9月3日）
18. Coral Break
マクドナルド「えびフィレオ」CMソング
19. Look Around
パナソニック「3つのエコアイディア」CMソング
20. 土岐麻子講座
Interludeを踏まえて、土岐麻子が語学教材風に「土岐麻子」の正しい言い方を指導する。